# ایستگاه اوست‌بانهوف برلین
ایستگاه اوست‌بانهوف برلین (آلمانی: Berlin Ostbahnhof) (به معنای ایستگاه قطار شرقی) یک ایستگاه قطار اصلی در برلین است که در محله فریدرایشسهاین قرار دارد. از ۱۹۸۷ تا ۱۹۹۸ به عنوان ایستگاه قطار مرکزی شناخته می‌شد اما این نام اکنون بر ایستگاه راه‌آهن مرکزی برلین اطلاق می‌شود.

## قطارهای پرسرعت بین‌شهری
| شماره    | مسیر حرکت | مسیر حرکت | مسیر حرکت | زمان            |
| -------- | --- | --- | --- | --------------- |
| ICE 10   | اوست‌بانهوف برلین – وولفسبورگ– هانوفر– بیله‌فلد – هام–                                                                                   | دورتموند – دویسبورگ – دوسلدورف | دورتموند – دویسبورگ – دوسلدورف | هر ساعت         |
| ICE 10   | اوست‌بانهوف برلین – وولفسبورگ– هانوفر– بیله‌فلد – هام–                                                                                   | ووپرتال– کلن – بن (– کوبلنتس) | | هر ساعت         |
| ICE 12   | اوست‌بانهوف برلین – برانشوایگ – گوتینگن – کاسل – فرانکفورت (ماین) – مانهایم – فرایبورگ – بازل (– برن – اینترلاکن)                       | اوست‌بانهوف برلین – برانشوایگ – گوتینگن – کاسل – فرانکفورت (ماین) – مانهایم – فرایبورگ – بازل (– برن – اینترلاکن)                       | اوست‌بانهوف برلین – برانشوایگ – گوتینگن – کاسل – فرانکفورت (ماین) – مانهایم – فرایبورگ – بازل (– برن – اینترلاکن)                       | هر دو ساعت      |
| ICE 13   | اوست‌بانهوف برلین – برانشوایگ– گوتینگن– کاسل/ویلهلمزهوهه– فرانکفورت ماین - فرودگاه فرانکفورت ماین                                       | اوست‌بانهوف برلین – برانشوایگ– گوتینگن– کاسل/ویلهلمزهوهه– فرانکفورت ماین - فرودگاه فرانکفورت ماین                                       | اوست‌بانهوف برلین – برانشوایگ– گوتینگن– کاسل/ویلهلمزهوهه– فرانکفورت ماین - فرودگاه فرانکفورت ماین                                       | هر دو ساعت      |
| IC(E) 14 | (بینتس – اشترال‌زوند – پازه‌واک –) اوست‌بانهوف برلین – هانوفر – بیله‌فلد – هام / اسنابروک – دویسبورگ – کلن / آخن                           | (بینتس – اشترال‌زوند – پازه‌واک –) اوست‌بانهوف برلین – هانوفر – بیله‌فلد – هام / اسنابروک – دویسبورگ – کلن / آخن                           | (بینتس – اشترال‌زوند – پازه‌واک –) اوست‌بانهوف برلین – هانوفر – بیله‌فلد – هام / اسنابروک – دویسبورگ – کلن / آخن                           | یک قطار در روز  |
| IC 56    | (نوردایش –) امدن – اولدنبورگ – برمن – هانوفر – ماگدبورگ – پوتسدام – اوست‌بانهوف برلین – کوتبوس                                          | (نوردایش –) امدن – اولدنبورگ – برمن – هانوفر – ماگدبورگ – پوتسدام – اوست‌بانهوف برلین – کوتبوس                                          | (نوردایش –) امدن – اولدنبورگ – برمن – هانوفر – ماگدبورگ – پوتسدام – اوست‌بانهوف برلین – کوتبوس                                          | ein Zugpaar     |
| IC 77    | اوست‌بانهوف برلین – ماگدبورگ – وولفسبورگ – هانوفر– اسنابروک – آمستردام                                                                  | اوست‌بانهوف برلین – ماگدبورگ – وولفسبورگ – هانوفر– اسنابروک – آمستردام                                                                  | اوست‌بانهوف برلین – ماگدبورگ – وولفسبورگ – هانوفر– اسنابروک – آمستردام                                                                  | هر دو ساعت      |
| EC 95    | ایستگاه‌ مرکزی قطار برلین – اوست‌بانهوف برلین – فرانکفورت اودر – پوزنان – ورشو                                                           | ایستگاه‌ مرکزی قطار برلین – اوست‌بانهوف برلین – فرانکفورت اودر – پوزنان – ورشو                                                           | ایستگاه‌ مرکزی قطار برلین – اوست‌بانهوف برلین – فرانکفورت اودر – پوزنان – ورشو                                                           | ۵ قطار در روز   |
| EC 95    | ایستگاه مرکزی قطار برلین – اوست‌بانهوف برلین – فرانکفورت اودر – پوزنان – گدانسک – بیدگوشچ                                               | ایستگاه مرکزی قطار برلین – اوست‌بانهوف برلین – فرانکفورت اودر – پوزنان – گدانسک – بیدگوشچ                                               | ایستگاه مرکزی قطار برلین – اوست‌بانهوف برلین – فرانکفورت اودر – پوزنان – گدانسک – بیدگوشچ                                               | یک قطار در روز  |
| EC 95    | ایستگاه مرکزی قطار برلین – اوست‌بانهوف برلین– فرانکفورت اودر – ژیلونا گورا – وروتسواو – اوپوله – گلیویتسه – زابرزه – کاتوویتسه – کراکوف | ایستگاه مرکزی قطار برلین – اوست‌بانهوف برلین– فرانکفورت اودر – ژیلونا گورا – وروتسواو – اوپوله – گلیویتسه – زابرزه – کاتوویتسه – کراکوف | ایستگاه مرکزی قطار برلین – اوست‌بانهوف برلین– فرانکفورت اودر – ژیلونا گورا – وروتسواو – اوپوله – گلیویتسه – زابرزه – کاتوویتسه – کراکوف | یک قطار در روز  |
| NJ       | نایت‌جت اتریش اوست‌بانهوف برلین – ماگدبورگ - (برانشوایگ – گوتینگن –) فرانکفورت ماین – مانهایم – فرایبورگ – بازل – زوریخ                  | نایت‌جت اتریش اوست‌بانهوف برلین – ماگدبورگ - (برانشوایگ – گوتینگن –) فرانکفورت ماین – مانهایم – فرایبورگ – بازل – زوریخ                  | نایت‌جت اتریش اوست‌بانهوف برلین – ماگدبورگ - (برانشوایگ – گوتینگن –) فرانکفورت ماین – مانهایم – فرایبورگ – بازل – زوریخ                  | یک قطار در روز  |
| NJ       | نایت‌جت اتریش ایستگاه شارلونتبورگ برلین – اوست‌بانهوف برلین – فرانکفورت اودر – وروتسواو –                                                | اوستراوا – برسلاو – | وین | بک قطار در روز  |
| EN       | نایت‌جت اتریش ایستگاه شارلونتبورگ برلین – اوست‌بانهوف برلین – فرانکفورت اودر – وروتسواو –                                                | اوستراوا – برسلاو – | براتیسلاوا – بوداپست | بک قطار در روز  |
| EN       | نایت‌جت اتریش ایستگاه شارلونتبورگ برلین – اوست‌بانهوف برلین – فرانکفورت اودر – وروتسواو –                                                | کاتوویتسه – کراکوف – پرزمیسی | کاتوویتسه – کراکوف – پرزمیسی | بک قطار در روز  |
| EN       | ایستگاه مرکزی قطار برلین– اوست‌بانهوف برلین – فرانکفورت اودر – پوزنان – ورشو – ترسه‌پل – برست – مینسک – مسکو                             | ایستگاه مرکزی قطار برلین– اوست‌بانهوف برلین – فرانکفورت اودر – پوزنان – ورشو – ترسه‌پل – برست – مینسک – مسکو                             | ایستگاه مرکزی قطار برلین– اوست‌بانهوف برلین – فرانکفورت اودر – پوزنان – ورشو – ترسه‌پل – برست – مینسک – مسکو                             | دو قطار در هفته |